# Форт-Лодердейл
Форт-Ло́дердейл (англ. Fort Lauderdale [ˌfɔrt ˈlɔːdərdeɪl]) — курортный город на восточном побережье южной Флориды, расположенный между городами Майами и Уэст-Палм-Бич. Население — 165 521 чел (2010). 
Город расположен в 23 милях (37 км) от Майами. В Форт-Лодердейле и его окрестностях — свыше 4100 ресторанов и 120 ночных клубов.

## Происхождение названия
Форт-Лодердейл получил название по ряду фортов, построенных Соединёнными Штатами в ходе Второй Семинольской войны. Форты были названы в честь майора Уильяма Лодердейла, командовавшего отрядом солдат, построивших первый форт. Однако развитие города началось через 50 лет после того, как форт был покинут в связи с окончанием конфликта.

## История
История этого города связана с именем первопроходца Уильяма Кули.
В городе расположена штаб-квартира компании AutoNation — крупнейшего в США продавца автомобилей.
В 2014 году город был награждён премией «All-America City Award» (с англ. — «Всеамериканский город») присуждаемой Национальной гражданской лигой, которую неофициально называют «Нобелевской премией за конструктивное гражданство» и которая выдается за активную гражданскую позицию жителей некорпоративных сообществ Соединённых Штатов в жизни местного самоуправления. 
Город является популярным туристическим объектом, в 2006 году его посетили 10,35 миллиона человек. Форт-Лодердейл иногда называют «Американской Венецией».

## Достопримечательности
Непосредственная близость Форт-Лодердейл к Атлантическому океану, прекрасная природа, разнообразный подводный мир и удобные природные бухты делают этот город популярным местом для занятия яхтингом.
Высокий уровень яхтенной инфраструктуры способствовал тому, что это место стало центром проведения всемирно известного рождественского парада яхт и выставки яхт и катеров — Fort Lauderdale International Boat Show.
Парад традиционно проводится 14 декабря. Его история насчитывает несколько десятков лет. Он ежегодно проводится, начиная с 1971 года, и каждый раз имеет свою тематику.
Выставка яхт проводится ежегодно, начиная с 1960 года, и является одним из самых масштабных мероприятий в этой отрасли.

## Климат
| Показатель                    | Янв. | Фев. | Март | Апр. | Май  | Июнь | Июль | Авг. | Сен. | Окт. | Нояб. | Дек. | Год  |
| ----------------------------- | ---- | ---- | ---- | ---- | ---- | ---- | ---- | ---- | ---- | ---- | ----- | ---- | ---- |
| Абсолютный максимум, °C       | 33,3 | 34,4 | 34,4 | 35,0 | 36,6 | 36,6 | 37,2 | 37,7 | 37,2 | 36,6 | 32,7  | 32,2 | 37,7 |
| Средний суточный максимум, °C | 24,3 | 25,2 | 26,3 | 28,0 | 29,8 | 31,3 | 32,1 | 32,3 | 31,5 | 29,8 | 27,2  | 25,1 | 28,6 |
| Средняя температура, °C       | 19,5 | 20,5 | 21,7 | 23,5 | 25,8 | 27,5 | 28,2 | 28,4 | 27,8 | 26,1 | 23,2  | 20,7 | 24,4 |
| Средний суточный минимум, °C  | 14,7 | 15,7 | 17,2 | 19,1 | 21,8 | 23,6 | 24,3 | 24,5 | 24,1 | 22,3 | 19,1  | 16,3 | 20,2 |
| Абсолютный минимум, °C        | −2,2 | −2,2 | 0,0  | 4,4  | 9,4  | 13,8 | 17,7 | 18,8 | 16,1 | 6,6  | 1,6   | −1,6 | −2,2 |
| Норма осадков, мм             | 66   | 77   | 90   | 89   | 157  | 248  | 185  | 191  | 240  | 162  | 99    | 61   | 1670 |
| Источник: NWS                 |      |      |      |      |      |      |      |      |      |      |       |      |      |

## Города-побратимы
- Агого, Гана
- Белу-Оризонти, Бразилия
- Венеция, Италия
- Голд-Кост, Австралия
- Маргарита, Венесуэла
- Кап-Айтьен, Гаити
- Кепос[исп.], Коста-Рика
- Ла Романа, Доминиканская Республика
- Мар-дель-Плата, Аргентина
- Медельин, Колумбия
- Мугла, Турция
- Панама, Панама
- Римини, Италия
- Сан-Себастьян, Бразилия
- Сефтон, Англия, Великобритания
- Хайфа, Израиль
- Астрахань, Россия